# Школа фабрично-заводського навчання
Школа фабрично-заводського навчання, школа ФЗН (рос. Школа фабрично-заводского обучения) — нижчий (основний) тип професійно-технічної школи в СРСР. Школи ФЗН були створені на основі шкіл ФЗУ та існували у 1940—1963 роках.
Школи ФЗН діяли на базі промислових підприємств та будов в системі Державних трудових ресурсів СРСР. Займалися підготовкою робітничих масових професій для будівництва, вугільної, гірничої, металургійної, нафтової та інших галузей промисловості. Термін навчання — 6 місяців. 
До школи приймалася сільська та міська молодь 16-18 років з будь-якою загальноосвітньою підготовкою (від 1955 року — з початковою загальною освітою та вище). Для підготовки за професіями, пов'язаними з підземною роботою, у гарячих цехах, на будові, приймалися лише хлопці віком від 18 років. Учні знаходилися на повному державному забезпеченні. У 1940—1953 роках молодь на навчання до шкіл ФЗН скеровувалися у відповідності з призовом до війська (мобілізації). За порушення дисципліни та за самовільне залишення училища передбачалося покарання у вигляді ув'язнення до трудової колонії терміном до одного року. 
У 1949 році школи ФЗН для вугільної та гірськорудної промисловості реорганізовані у гірськопромислові школи з 6-ти та 10-ти місячними термінами навчання. У 1955 році школи ФЗН для будівництва реорганізовані у 10-ти місячні будівельні школи, а від 1957 року — дворічні будівельні училища. 
У 1959—1963 роках нарівні з усіма професійно-технічними навчальними закладами системи Державних трудових ресурсів СРСР усі без виключення школи ФЗН, гірськопромислові та будівельні школи були перетворені на професійно-технічні училища з різними термінами навчання.
За весь час існування шкіл ФЗН було підготовлено близько 6 млн. робітників.